# Carea vandermeermohri
Carea vandermeermohri är en fjärilsart som beskrevs av Roe 1935. Carea vandermeermohri ingår i släktet Carea och familjen trågspinnare. Inga underarter finns listade i Catalogue of Life.